# بخش اسمولنسکی، استان اسمولنسک
بخش اسمولنسکی (به لاتین: Smolensky District) یک منطقهٔ مسکونی در روسیه است که در استان اسمولنسک واقع شده‌است.